# Personaggi di Un ciclone in convento

Alcuni personaggi di Un ciclone in convento. Da sinistra: Sorella Gina, Sorella Hanna, Elizabeth, Barbara, Sorella Felicitas, Sorella Agnes e Herr Hund

Questa è la lista dei personaggi presenti nella serie televisiva tedesca Un ciclone in convento.

## Personaggi principali
- Sorella Charlotte "Lotte" Albers (stagioni 1-5, 8), interpretata da Jutta Speidel.

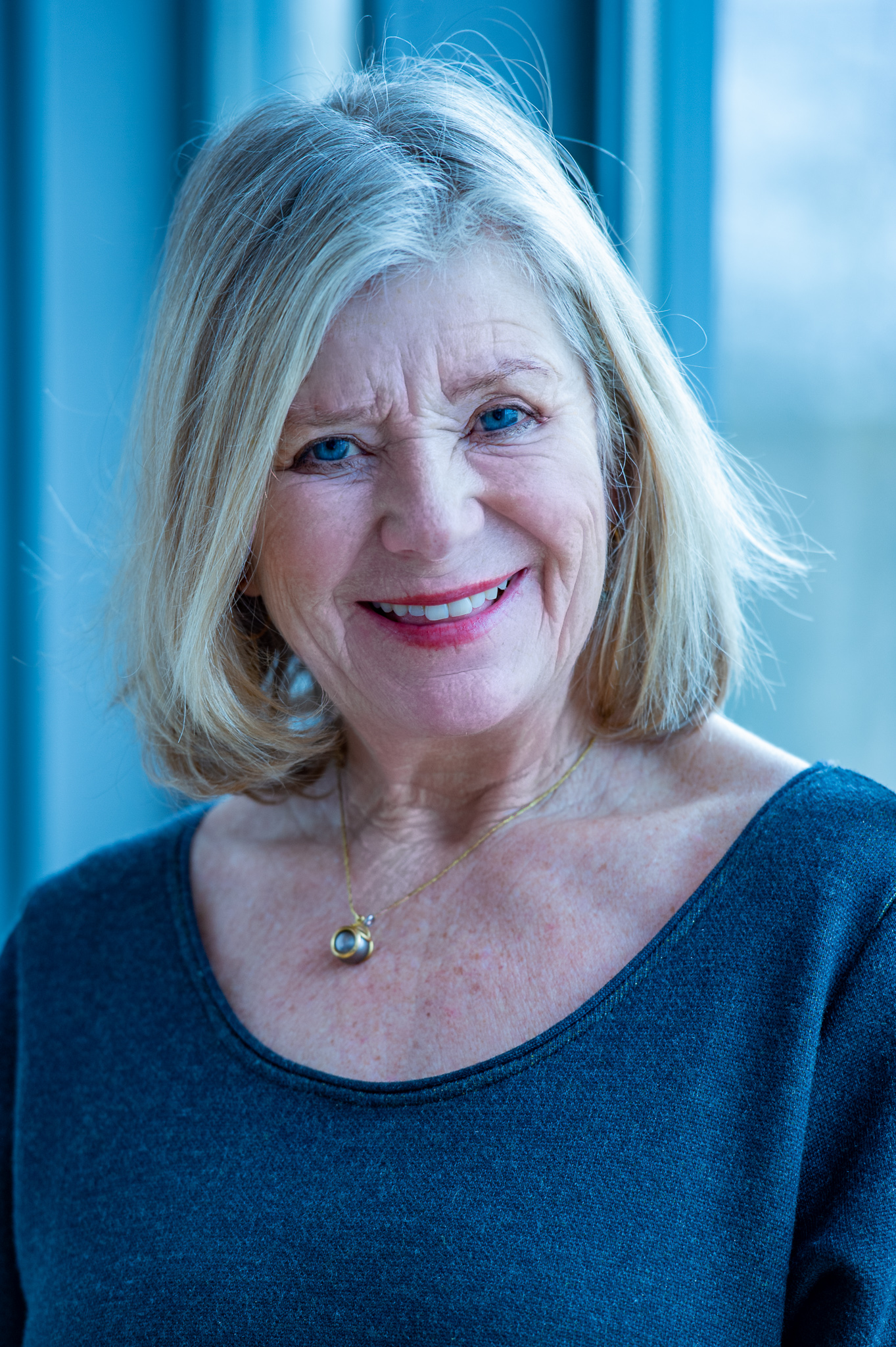
Jutta Spiedel, interprete di Sorella Lotte

È una missionaria in Africa, richiamata dalla Madre Superiora e trasferita a Kaltenthal. Qui ricopre il ruolo di sindaco del comune e docente di educazione religiosa. Va volontariamente, all'inizio della stagione 6, al capezzale del suo amico Padre Roman, in Nigeria. Ritorna poi nella stagione 8 per un episodio.
- Sorella Johanna "Hanna" Jakobi (stagioni 6-20), interpretata da Janina Hartwig.

Suora berlinese che viene chiamata da Sorella Lotte per sostituirla, anche nel ruolo di docnete di educazione religiosa. È una ex ballerina del Balletto di Stato di Berlino. Assieme a Sorella Lotte è al centro di discussioni con il Sindaco Wolfgang Wöller, sindaco di Kaltenthal, a causa dei vari passaggi di proprietà tra le suore ed il municipio.
- Sindaco Wolfgang Wöller (stagioni 1-20), interpretato da Fritz Wepper.

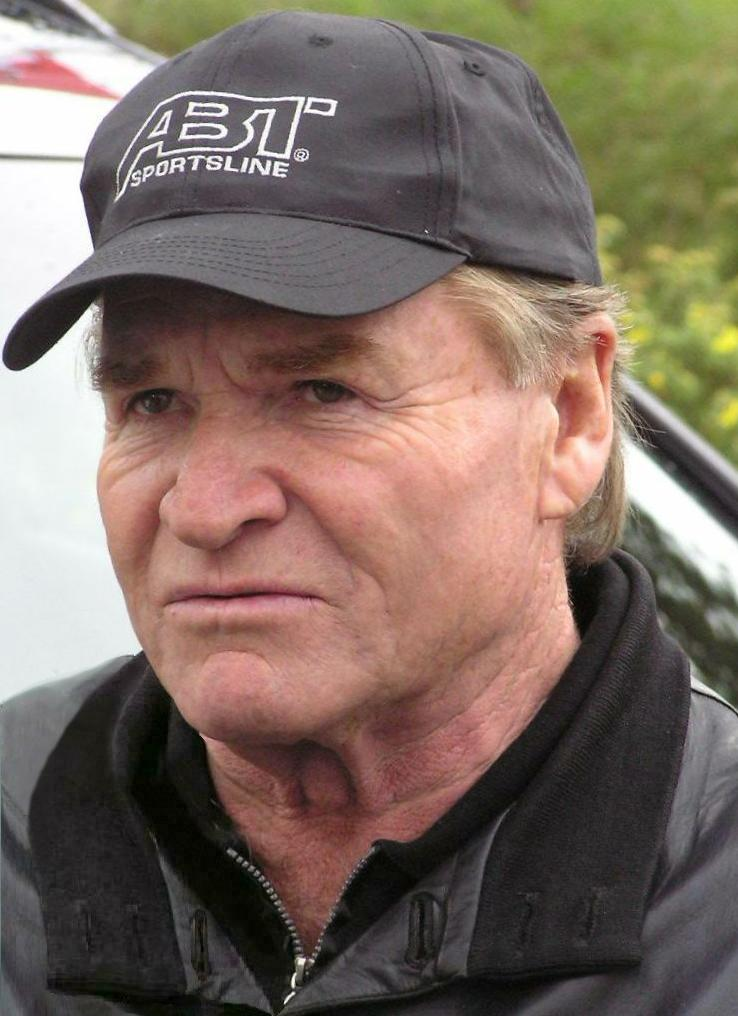
Fritz Wepper, interprete del Sindaco Wolfgang Wöller

È il sindaco di Kaltenthal, cittadina fittizia dove la serie è ambientata. È proprietario della concessionaria "Autowöller" e presidente del KFC (Kalthentaler Fußball Club). Assieme a Hermann Huber tentano in moltissimi modi di acquisire il convento per costruire un centro congressi, cosa che stava per realizzare durante la stagione 3, progetto poi terminato a causa di ritrovamenti di ossa antiche, poi rinominate dal sindaco "L'uomo di Kaltenthal".
- Sorella Agnes Schwandt (stagioni 1-20), interpretata da Emanuela von Frankenberg.

È una suora del convento di Kaltenthal. È la giardiniera e cuoca del convento, inoltre è stata anche segretaria di Sorella Lotte, durante il suo mandato da sindaco di Kaltenthal. Con i suoi liquori ed erbe apre, nella stagione 4, il negozio "Natur pur" con l'aiuto di Barbara e di Sorella Gina.
- Sorella Felicitas Meier (stagioni 1-20), interpretata da Karin Gregorek.

È la badessa del convento, nonostante poco considerata. È la caposala dell'Ospedale di Kaltenthal ed è la direttrice dj consulenza medica per gli svantaggiati sociali. È caratterizzata da debolezze tra cui alcol, tabacco, cioccolato,  corse di cavalli e molte altre. Inoltre è famosa per la sua classica espressione in momenti di panico:"San Crispino martire!".
- Marianne Laban, nata Adelmann (stagioni 1-20), interpretata da Andrea Wildner.

È la segretaria del Sindaco Wöller (antagonista delle suore), che, nonostante ciò aiuta in qualsiasi modo le abitanti del convento. È la ex moglie di Will Laban, e partner, poi, di Hermann Huber, socio d'affari del sindaco.
- Barbara Bachmann, nata Silenius † (stagioni 1-7), interpretata da Anna Luise Kiss.

È una ex novizia, che per tentazioni amorose abbandona l'ordine. Infatti si fidanza con il dottor Martin Richter, morto poi in un incidente stradale. Nelle stagioni dopo si sposa con Max Bachmann, da cui poi si separerà. Gestisce il negozio di Sorella Agnes, il "Natur pur". Barbara morirà in un incidente stradale nella stagione 7.
- Agente Anton Meier (stagioni 1-20), interpretato da Lars Weström.

È il capo della polizia di Kaltenthal, specializzato in sorveglianza personale presso l'agenzia investigativa privata Stolpe. È famoso per aver evitato una rapina (nella stagione 5) e per i suoi battibecchi con il Sindaco Wöller per le varie multe e revoche della patente del primo cittadino (per guida in stato di ebbrezza), da parte dell'Agente Meier.
- Hermann Huber (stagioni 1-20), interpretato da Wolfgang Müller.

È un imprenditore edile, amico e socio d'affari del Sindaco Wöller. È il capo dei lavori per la costruzione del centro congressi, ideato dal sindaco. È famoso per i suoi pranzi e ritrovi con il sindaco all'osteria "Zum Ochsen", dove, nella stagione 5, tiene il suo primo congresso per tentare di candidarsi come sindaco della cittadina, al posto di Wöller.

## Ecclesiastici
- Sorella Sophie Tietze (stagioni 1-4), interpretata da Anna Weiknecht.

Prima novizia e poi suora è la miglior amica di Barbara. Questa amicizia renderà, nella quarta stagione, difficile la scelta di Sorella Sophie: andare in missione per il Sud America. Verrà poi sostituita da Sorella Gina.
- Sorella Gina Gallo (stagioni 4-8), interpretata da Donia Ben-Jemia.

È una novizia, arrivata grazie all'aiuto della Madre Generale Reuter, che la tiene al sicuro nel convento di Kaltenthal dalla sua famiglia, composta da mafiosi napoletani. È figlia di Fabrizio Gallo, proprietario del ristorante "Dolce vita". Aiuta Sorella Agnes e Barbara nel negozio di proprietà della suora.
- Sorella Ingrid Knopp (stagioni 5-7), interpretata da Nathalie Scott.

Arriva in convento grazie all'aiuto di Sorella Lotte, la quale scoprirà assieme all'agente Meier che la novizia è, in realtà, ricercata dalla polizia tedesca, perciò rivela che assieme al suo fidanzato ha compiuto una rapina, si costituisce e il giudice le assegna la libertà vigilata.
- Sorella Jennifer "Jenny" Marquard (stagioni 7-9), interpretata da Antje Mönning.

Novizia, che lavorava come spogliarellista, è una suora molto vivace e moderna.
- Sorella Lela (stagioni 9-20), interpretata da Denise M'Baye.

È una novizia che arriva in convento per scappare dalla sua famiglia molto pressante, nelle ultime stagioni prende i voti e diventa suora. Inoltre è direttrice del coro dell'asilo di Kaltenthal.
- Madre Generale Elisabeth Reuter (stagioni 1-10), interpretata da Rosel Zech.

È la superiora dell'Ordine della Maddalena, risiedente a Monaco di Baviera. La Madre generale è spesso in contrasto con il Vescovo Rossbauer, Sorella Lotte, Sorella Hanna e il Sindaco Wöller, per la compravendita del convento. È tifosa del Bayern Monaco, tanto da avere spesso i biglietti per le partite disputate in casa della squadra monacense e addirittura un calcio balilla nel suo studio. 
- Madre Generale Louise von Beilheim † (stagioni 11-14), interpretata da Gaby Dohm.

È la succeditrice di Madre Reuter, già sua vice, nonostante fosse, inizialmente, amministratrice delegata a Colonia. Muore in un incidente aereo.
- Madre Generale Theodora "Sabine" Richter (stagioni 14-20), interpretata da Nina Hoger.

È la succeditrice di Madre von Beilheim, nonostante fosse già candidata come Madre Generale dell'Ordine dopo la scomparsa di Madre Reuter. Era amministratrice delegata a Oldenburg. Nella ventesima stagione le viene proposto un ruolo di leadership nella Congregazione per i Religiosi a Roma, ma declina l'offerta.
- Vescovo Gottlieb Rossbauer (stagioni 1-19), interpretato da Horst Sachtleben.

È il vescovo della diocesi di Monaco e Frisinga, ruolo centrale nella compravendita del convento. È il principale punto di riferimento di Madre Reuter, nonostante a volte abbiano degli scontri. È innamorato dei biscotti di Sorella Agnes. Gli viene proposta l'elevazione a cardinale per 2 volte, ma entrambe le volte declina l'offerta.
- Sorella Hildegard Hähnlein (stagioni 1-20), interpretata da Andrea Sihler.

È il braccio destro di tutte le Madri Generali a Monaco di Baviera. Ha una passione per la scrittura, tanto da farle abbandonare l'Ordine per inseguire il suo sogno di pubblicare libri gialli di racconti ecclesiastici. Ritornerà nell'Ordine con lo stesso ruolo. Scriverà, inoltre, la biografia del Vescovo Rossbauer.